# Monchiero
Monchiero (piemontesisch Muncé) ist eine Gemeinde in der italienischen Provinz Cuneo (CN), Region Piemont.

## Lage und Einwohner
Monchiero liegt rund 36 km nordöstlich der Provinzhauptstadt Cuneo in der Weinregion Langhe am Zusammenfluss des Rea und Tanaro. Das Gemeindegebiet umfasst eine Fläche von fast 5 km². Monchiero hat 574 Einwohner (Stand 31. Dezember 2023).
Die Nachbargemeinden sind Dogliani, Lequio Tanaro, Monforte d’Alba und Novello.

## Geschichte

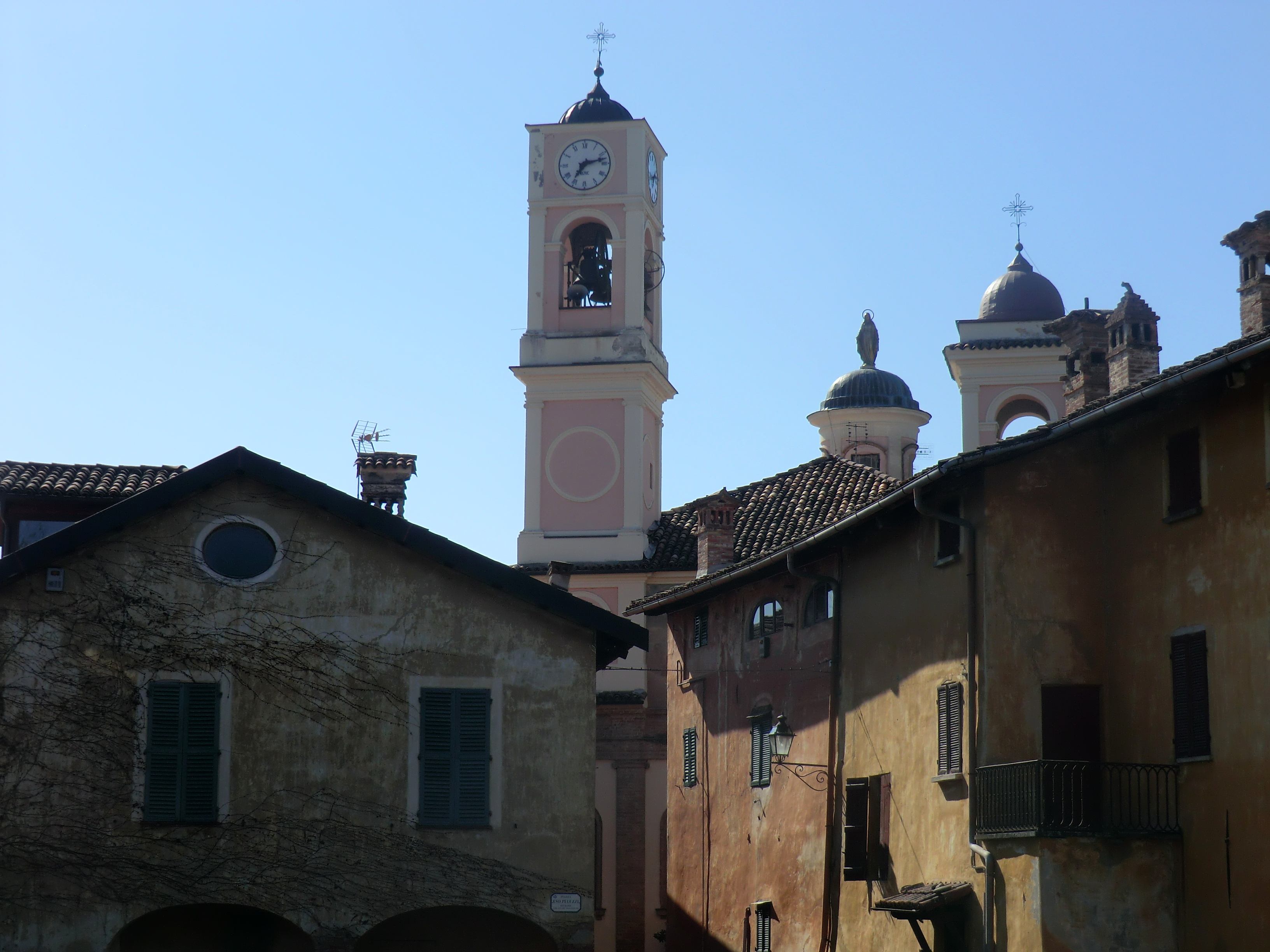
Dorfzentrum

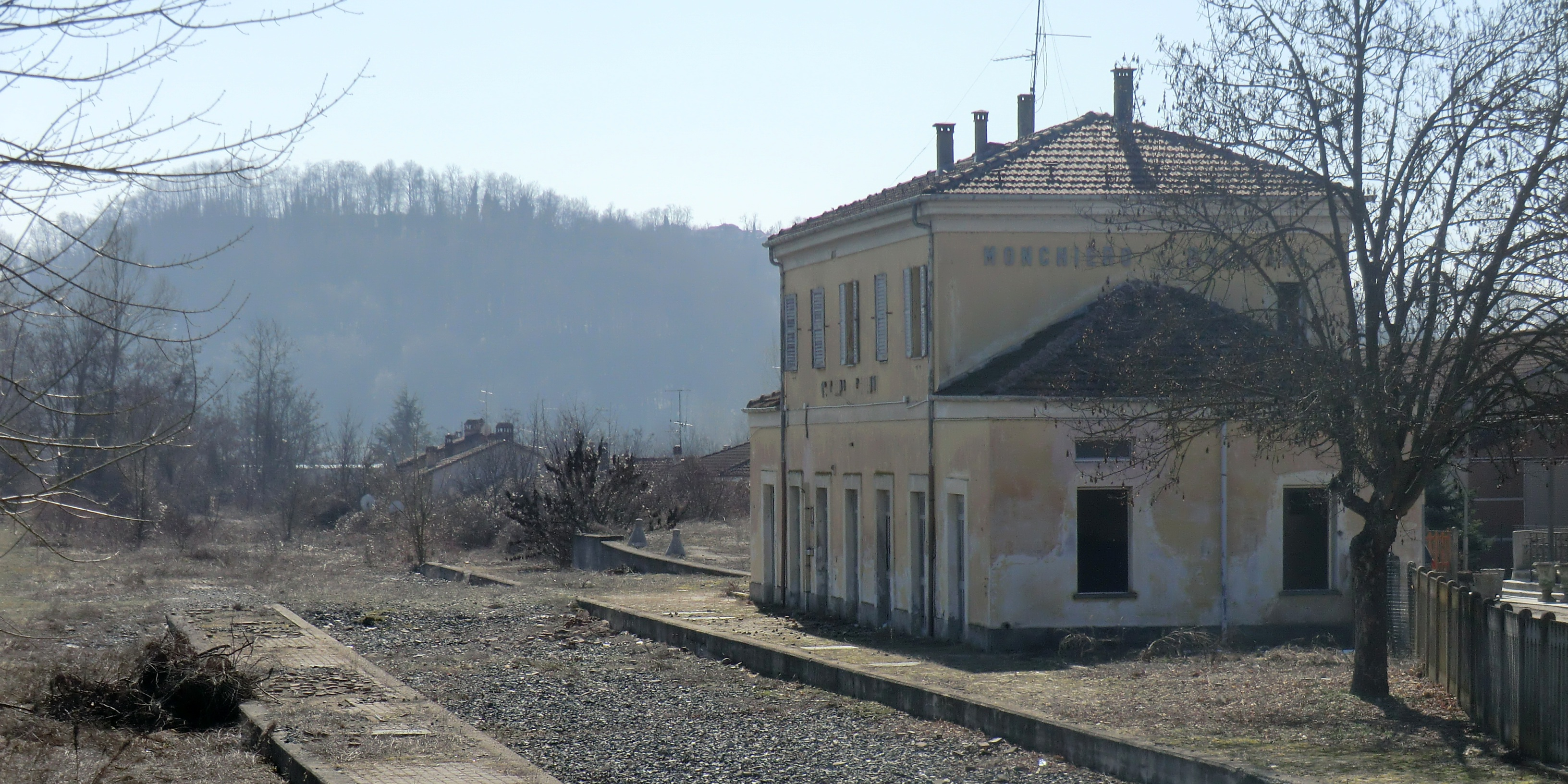
Der stillgelegte Bahnhof im Jahr 2012

Der Ortsname setzt sich aus dem Substantiv MONS und dem Adjektiv CLARUS zusammen, was „kahle Bäume“ bedeutet. Die ersten Zeugnisse, vertreten durch „Monte Claro“, dann „Monteclario“ und „Monteclerius“, geben noch deutliche Hinweise auf die Etymologie.
Es gibt nur wenige historische Informationen über die frühen Ereignisse des Dorfes und auch seine Ursprünge sind ungewiss. Es ist bekannt, dass es Teil der Markgrafschaft von Monforte war. Seit dem 12. Jahrhundert war es mit einer Festung und Befestigungsanlagen ausgestattet, die 1257 abgerissen wurden.
Monchiero hatte seit 1874, zusammen mit der Nachbargemeinde Dogliani, einen Bahnhof an der 1994 stillgelegten Bahnstrecke Bra-Ceva. Die von 1923 bis 1953 in Betrieb gewesene Strassenbahn Monchiero-Dogliani (Tranvia Monchiero-Dogliani) verband Dogliani mit dem 5,5 km entfernten Bahnhof in Monchiero.

## Sehenswürdigkeiten
- Das im 18. Jahrhundert erbaute Heiligtum der Madonna del Rosario im Barockstil mit großem Opfer der Monchieresi. Es heißt tatsächlich, dass die in Turin errichtete Madonna-Statue von den örtlichen Bauern, die von diesem Tag an die Wunder verdienten, die ihnen von diesem Tag an Erleichterung bei ihrer Arbeit brachten, 35 Kilometer lang auf ihren Schultern getragen wurde. Diese Tatsache trug dazu bei, das Gläubige aus aller Welt sie besuchen, sodass das Heiligtum zum Ziel für Prozessionen und zur Heimat von Bruderschaften wurde. 1739 wurde die beschädigte alte Pfarrkirche abgerissen und die neue wieder aufgebaut, die 1773 zum Heiligtum erhoben wurde.
- Die Battuti-Kirche aus dem 18. Jahrhundert, die später in eine Kunstgalerie umgewandelt wurde und in deren Inneren die Werke des Malers ausgestellt sind, der sie restauriert hat.

## Kulinarische Spezialitäten
In Monchiero werden Reben für den Dolcetto di Dogliani, einen Rotwein mit DOC Status angebaut. Die Beeren der Rebsorten Spätburgunder und/oder Chardonnay dürfen zum Schaumwein Alta Langa verarbeitet werden.